# Амминокомплексы кобальта
Амминоко́мплексы ко́бальта — комплексные соединения (амминокомплексы, аммиакаты), которые образуют ионы кобальта с аммиаком.
Амминные комплексы кобальта, число которых огромно, были среди первых систематически изученных координационных соединений. Это наиболее изученный класс комплексов кобальта(III). Процесс окисления водных смесей 
СоХ2, NH4X и NH3 (X = Cl, Br, NO3 и т.д.) можно, меняя условия и соотношение реагентов,  применять для приготовления таких комплексов, как [Co(NH3)6]3+, [Co(NH3)5X]2+ и [Co(NH3)4X2]+.  
Число таких соединений дополнительно увеличивается благодаря замещению X на другие анионные или нейтральные лиганды. Из-за инертности соединений реакции замещения идут медленно (для установления равновесия необходимы часы и дни). По этой причине их можно изучать обычными аналитическими методами, и они стали постоянными объектами кинетических исследований.
При получении солей гексаамминкобальта(III) окислением кобальта(II) на воздухе в водном растворе аммиака можно (при отсутствии катализатора) выделить коричневое промежуточное соединение [(NH3)5Co-O2-Co(NH3)5]4+. Оно умеренно устойчиво в концентрированном водном аммиаке и в 
твёрдом состоянии, но легко разлагается на СоII и O2в кислых растворах, в то время как окислители типа (S2O8)2- превращают его в зелёный парамагнитный [(NH3)5Co-O2-Co(NH3)5]5+.
Если [(NH3)5Co-O2-Co(NH3)5]4+ обработать водным раствором КОН, получается другой коричневый комплекс [(NH3)4Co(μ-NH2)(μ-O2)Co(NH3)4]3+; и снова одноэлектронное окисление приводит к образованию зелёных надпероксо-частиц [(NH3)4Co(μ-NH2)(μ-O2)Co(NH3)4]4+. Сульфат последнего иона — один из компонентов сульфата Вортмана, а другой компонент — красный [(NH3)4Co(μ-NH2)(μ-OH)Co(NH3)4](SO4)2. Их получают окислением на воздухе аммиачных растворов нитрата кобальта(II) с последующей нейтрализацией при помощи H2SO4.

Многие амминокомплексы кобальта имеют тривиальные названия
- Пурпуреохлорид — [Co(NH3)5Cl]Cl2, хлорид хлоропентаамминкобальта(III).
- Виолеохлорид — цис-[Co(NH3)4Cl2]Cl·H2O, хлорид 1,2-дихлоротетраамминкобальта(III).
- Празеохлорид — транс-[Co(NH3)4Cl2]Cl·H2O, хлорид 1,6-дихлоротетраамминкобальта(III).